# Jugend
«Югенд» (нем. Jugend), подзаголовок Мюнхенский еженедельник искусства и жизни (нем. Muenchener Wochenschrift fuer Kunst und Leben) — немецкий (баварский) иллюстрированный сатирический и общественно-политический еженедельный журнал. Выходил в Мюнхене (с перерывами и изменением периодичности) с 1896 по 1940 г. Был основан журналистами Георгом Хиртом и Фрицем фон Остини. После смерти Хирта в 1916 г. издателем журнала стал известный немецкий писатель Франц Шёнбергер. Главными редакторами в разное время были Ханс Э. Хирш, Теодор Риглер, Вольфганг Петцет. В 1898 и в 1910 годах в журнале работал художник Ганс Унгер. Журнал печатался в издательстве «Кнорр и Хирт ГМБХ, Мюнхен», впоследствии переименованном в «Хиртс Ферлаг ГМБХ, Мюнхен».

## Программа и миссия
Программа и миссия журнала была декларирована издателями в предисловии к первому, сдвоенному, номеру «Югенда» за 1896 г.

«Полагая, что среди многочисленных выходящих в Германии иллюстрированных еженедельников нет ни одного, который отдавал бы должное идеям и устремлениям нынешней богатой событиями общественной жизни в сфере свободных художественных исканий, мы предприняли попытку восполнить этот очевидный пробел. Мы намереваемся назвать новый еженедельник „Югендом“ („Юность“), что, собственно, говорит само за себя: безусловно, подразумевается не возраст, а состояние души — в том числе и тех, кто под осенним солнцем, в пору зрелости, счастлив сказать о себе: „Старое сердце, как же ты горячо!“
 У нас нет „программы“ в обывательском смысле этого слова. Мы хотим обсуждать и иллюстрировать все, что интересно, что способствует подъему духа; мы хотим говорить о том, что прекрасно, эстетично, характерно, весело — и действительно художественно. Не будет забыта ни одна область общественной жизни, но ни одну из них мы не станем выдвигать на первый план: сегодня мы говорим о высоком искусстве, орнаментике, декоративных стилях, моде, спорте, политике, музыке и литературе вполне серьёзно, а завтра — с юмором и иронией, в зависимости, чего требуют обстоятельства и материал. Также будут представлены и любые виды графики, очерчивающие „линию стиля“ — рисунки, карикатуры, фотография. И — „там, где они сопровождаются хорошими речами“ — то есть, окружают текстовые врезки, будет особенно заметным труд наших замечательных иллюстраторов, как опытных, так и молодых. Мы не исключаем ни одну форму литературного сотрудничества, если она отвечает принципу „кратко и емко“; любой жанр — кроме скучного — радостно приветствуется, будь то лирика, эпиграмма, новелла, сатира, стихи или проза. Кому близок этот замысел, кто хочет воплотить его в жизнь и чувствует в себе достаточно сил, чтобы на рубеже столетий участвовать вместе с нами в создании этого веселого журнала, кто с радостью приветствует новизну, сбрасывая груз прожитых лет, — того мы сердечно приглашаем присоединиться к жизни и делам „Югенда“, чтобы, работая среди нас, он как можно скорее осветил наш лагерь пламенем своего таланта.
 Благодаря нашей беспрограммности — той самой „программе“, которой мы решительно намерены придерживаться, — сфера нашей деятельности простирается так широко, что всякий мыслящий и жизнерадостный человек сможет опубликовать в „Югенде“ что-нибудь своё. При этом он вовсе не должен быть профессиональным литератором! И любой художник обязательно найдет среди своих рисунков что-либо для нашего издания или пожелает воплотить у нас свои творческие замыслы. Чем оригинальнее и непосредственнее работа, чем вернее отражено в ней мировоззрение художника, тем более она будет нам интересна. Итак — вперед со свежими силами, и пусть „Югенд“ станет вашим знаменем!» (перевод с немецкого Я. С. Семченкова).

## Роль и концепция
На заре своего существования «Югенд» претендовал на особое место в культурной жизни Германии и объединял вокруг себя творческую молодежь — искателей новых художественных форм и стилей выражения. Стиль «Югенда» (югендстиль) из-за своих характерных орнаментов и иллюстраций стал на рубеже столетий визитной карточкой художественных кругов Мюнхена, а в дальнейшем — и обобщенным названием всех немецких направлений модерна, хотя, следует признать, что эта связь была более или менее случайной, поскольку журнал никогда не являлся сугубо художественным. Не в последнюю очередь еженедельник вызывал интерес из-за своего сатирического содержания. Два направления его общественной части — высмеивание обывательского быта и политическая сатира — были облечены в самые разные формы — эпиграмм, стихотворений, юморесок, каламбуров, литературных пародий, карикатур, — однако преподносились в довольно незамысловатой форме, доступной пониманию тех же обывателей. Живой отклик на его страницах находили различные международные события, освещавшиеся, как правило, с позиций имперского германского верноподданнического патриотизма, но с непременной конъюнктурной интерпретацией, которая, с одной стороны, допускала иронические выпады в адрес Берлина и Гогенцоллернов, а с другой — жестко удерживала сатиру «Югенда» в поле общегерманской благонадежности. В этом отношении — разумеется, с проекционной поправкой на временной и идеологический факторы — он чрезвычайно напоминал советский «Крокодил», где острые плакатные «шпильки» Бориса Ефимова и Кукрыниксов в адрес политических противников СССР соседствовали с фельетонами, обличавшими разнообразные бытовые пережитки.
Именно в «Югенде» (№ 10 за 1904 г.) впервые увидело свет стихотворение Рудольфа Грейнца, которое, будучи переведенным на русский язык, стало впоследствии знаменитой песней, посвященной подвигу крейсера «Варяг». Иные вехи существования этого журнала — как в период расцвета, так и в более позднее время — ныне почти не известны нашим соотечественникам. Причин тому несколько; наиболее важные — изначальное отсутствие четкой творческой концепции журнала, которая допускала сочетание литературных экспериментов в духе символизма и иллюстраций на мистико-аллегорические и мифологические сюжеты с карикатурами на злобу дня и рекламными объявлениями довольно натуралистичного содержания (знаменитое ильфо-петровское «Вот как я увеличила свой бюст на шесть дюймов» — изначально оттуда); это — кризис и угасание исканий югендстиля, творческая переориентация его творцов и адептов; это, наконец, — постепенное сползание редакционной политики в русло земско-баварского католического национализма, не слишком понятного и не интересного даже для других земель Германии, не говоря уже о зарубежной публике.
Между тем, в первое своё десятилетие «Югенд» пользовался большой популярностью и в Германии и за рубежом. В художественной части «Югенда», ориентированной, в основном, на популяризацию имен и произведений баварских, реже — вообще немецких и австрийских деятелей искусства, тем не менее, сотрудничал такой корифей отечественного модерна как К. А. Сомов; здесь, на обложке № 43 за 1903 год, была опубликована репродукция «Ужина» Л. С. Бакста; еженедельник оказал большое влияние на формирование творческого мировоззрения И. Я. Билибина. Успех миссии «Югенда» по созданию круга художников-единомышленников и пропаганде их идей стимулировал возникновение похожего почина и в России — именно примеру Мюнхена обязаны своим учреждением журналы «Мир искусства» (в 1899 г.) и «Золотое руно» (в 1906 г.).
«Югенд» был призван развлекать публику — его популярность обеспечивала большие тиражи, делала его привлекательным для рекламодателей (уже в первые годы нового столетия реклама занимала не менее трети журнальных площадей). Коммерческий успех, в свою очередь, был неразрывно связан с определённой нишей и ролью издания в общественной жизни: удовлетворяя вкусам баварских бюргеров, потакая их желанию быть в курсе политических событий, «Югенд» так препарировал новости и фаршировал их таким юмором, чтобы их можно было обсуждать с соседями в местной пивной. По-видимому, ориентация на эту аудиторию изначально была заложена в концепцию журнала: на это недвусмысленно указывает фраза из вышеприведенного манифеста издателей «Старое сердце, как же ты горячо!» — рефрен известной баварской застольной песни «Trinklied den Alten».
За исключением непродолжительного периода в 20-х годах редакция ежегодно выпускала пятьдесят один — пятьдесят два номера журнала, объем каждого из которых, в 1896 г. составлял 16 страниц, но уже в последующие годы, в зависимости от количества полос, занятых рекламными объявлениями, — от 18 до 28 страниц. Кроме журналов вышло несколько тематических выпусков — избранные иллюстрации, литературные произведения. Издательство также переплетало для продажи годовые комплекты «Югенда» или изготавливало для подборки журналов каждого полугодия специальные папки. Нумерация страниц в годовом комплекте была сквозной. Формат журнала в разные годы варьировался, в среднем, от 29×22 до 32×24 см. Среди любителей и коллекционеров журнала высоко ценятся первые страницы обложек «Югенда», где традиционно публиковались репродукции картин и графики известных художников, а в военное время — патриотические плакаты, портреты военачальников, героев войны и др. На второй, третьей или четвертой страницах каждого журнала вплоть до предвоенных лет обычно помещались орнаменты, виньетки и иллюстрации в стиле модерн.
В ходе первой мировой войны, особенно после смерти своего основателя Георга Хирта, «Югенд» — рупор национал-патриотических кругов Баварии. В середине 20-х годов редакция предприняла попытку вновь придать журналу преимущественно художественную направленность. Осенью 1940 г., несмотря на политическую лояльность, журнал был закрыт гитлеровскими властями Германии как безыдейный.